# Capnella imbricata
Capnella imbricata is een zachte koraalsoort uit de familie Nephtheidae. De koraalsoort komt uit het geslacht Capnella. Capnella imbricata werd in 1833 voor het eerst wetenschappelijk beschreven door Quoy & Gaimard. 